# Groupe d'utilisateurs de logiciels libres
Un groupe d'utilisateurs de logiciels libres est un groupe d'utilisateurs d'ordinateurs prenant souvent la forme d'une association locale, parfois plus large, comme nationale, au sein de laquelle se réunissent des utilisateurs et partisans de logiciels libres le plus souvent de systèmes d'exploitation, mais aussi d'applications plus simples. En français, les acronymes GUL et GULL sont utilisés.

## Groupes généralistes
Certains groupes souhaitent réunir l'ensemble des utilisateurs de logiciels libres et sont donc généralistes.
En francophonie : Association francophone des utilisateurs de logiciels libres, April...

### Professionnellement
D'autres groupes se concentrent un peu plus sur un domaine professionnel : l'entreprise en général, l'éducation, la fonction publique...

## Systèmes d'exploitation

### Groupe d'utilisateurs GNU (GNU/Linux, GNU/Hurd...)
On parle[style à revoir] couramment de groupe d'utilisateurs Linux ou GNU/Linux, ainsi que GNU/Hurd, voire simplement GNU, est un groupe d'utilisateurs d'ordinateurs — souvent une association locale, parfois nationale — au sein de laquelle se réunissent des utilisateurs et partisans du système d'exploitation GNU/Linux — ou GNU, GNU/Hurd donc — et des logiciels libres,.
Pour désigner ces groupes, on[style à revoir] utilise aussi couramment les acronymes GUL ou LUG provenant de l'anglais Linux User Group, ainsi que parfois GLUG (GNU/Linux User Group), HUG (Hurd User Group) et GUG (GNU User Group) et leurs équivalents français. Cet acronyme, GUL, signifie également depuis quelques années[Quand ?] Groupe d'utilisateurs de logiciels libres pour de nombreux participants à ces associations, on[style à revoir] rencontre parfois l'acronyme GULL.
Des organisations similaires telles que les groupes d'utilisateurs FreeBSD existent, même si beaucoup de GUL pratiquent aussi FreeBSD et d'autres systèmes POSIX libres.

#### Groupes locaux

##### Mise en route
L'AFUL s'attache à donner les grandes lignes de mise en route d'un Groupe d'Usagers Linux[source secondaire nécessaire],

« Les groupes d'usagers d'ordinateurs, du moins aux États-Unis, ne sont pas un phénomène nouveau ; en fait, ils ont joué un rôle important dans l'histoire de l'ordinateur personnel. L'ordinateur personnel a évolué en grande partie pour satisfaire la demande des électroniciens, des radio-amateurs, et des autres groupes d'usagers amateurs, ainsi que celle des expositions et des salons, pour un accès personnel et bon marché aux ressources informatiques. Bien sûr, des géants comme IBM ont par la suite découvert que le PC était quelque chose de bien et de rentable, mais l'engouement pour le PC vint du peuple, par le peuple, et pour le peuple.

Pour ne donner qu'une indication des différences entre un GUL et un groupe d'usagers traditionnel, j'attire l'attention du lecteur sur un fait étrange : les groupes d'usagers traditionnels ont dû maintenir un contrôle relativement serré sur les genres de logiciels que leurs usagers copiaient et vendaient lors des rencontres. Alors que des copies illégales de logiciels commerciaux se faisaient certainement lors de ces rencontres, cette pratique était officiellement désapprouvée, et pour cause. Au contraire, lors d'un salon d'un GUL, cet état d'esprit est totalement hors sujet. Loin d'être le genre de chose qu'un GUL doive désapprouver, le copiage gratuit de GNU/Linux doit être l'un des piliers d'un GUL. En fait, des anecdotes montrent que les groupes d'usagers traditionnels ont quelquefois besoin d'un temps d'adaptation pour comprendre que GNU/Linux peut être copié gratuitement autant de fois qu'on en a besoin ou qu'on le désire. »

##### Activités typiques
Typiquement, les membres d'un GUL se retrouvent une à plusieurs fois par mois dans des lieux prêtés librement par des universités, collèges, médiathèques, maisons pour tous, MJC, etc. pour l'occasion. Par exemple les membres du SVLUG de la Silicon Valley se sont retrouvés pendant 10 ans à l'arrière du restaurant Carl's Jr., puis se retrouvaient dans des salles de réunions de Cisco ; alors que les membres du BALUG (Bay Area LUG) se sont depuis toujours retrouvés dans une salle de banquet au-dessus du restaurant The Four Seas dans le quartier de Chinatown de San Francisco.
De nombreux GUL sont libres et ne demandent aucune cotisation mensuelle ou annuelle. Souvent, les participants sont encouragés à parrainer de nouveaux hôtes. Cela permet de rencontrer de visu d'autres utilisateurs et de proposer ou recevoir de l'aide dans son utilisation quotidienne, l'entraide étant la forme la plus répandue dans le monde GNU/Linux.
En France, la plupart de ces groupes sont organisés sous la forme d'Associations loi de 1901, regroupant les utilisateurs d'un lieu ou d'une région. Plusieurs départements ont leur groupe[source insuffisante], y compris outre-mer. En France, les plus connus sont ABUL (Bordeaux) ou Parinux (Paris).
Les bénévoles organisent des Install Parties (ou, anciennement, des Copy Parties) et invitent - généralement gratuitement - les visiteurs des environs pour les aider à installer et configurer GNU/Linux ainsi que des logiciels libres sur leur ordinateur[source secondaire souhaitée].

#### Groupes d'utilisatrices
Cette section ne s'appuie pas, ou pas assez, sur des sources secondaires ou tertiaires indépendantes du sujet.

Pour l'améliorer, ajoutez-en, ou placez des modèles {{Source secondaire souhaitée}} ou {{Source secondaire nécessaire}} sur les passages mal sourcés. (novembre 2023)
Le GUL LinuxChix est une association qui a été fondée pour fournir un soutien technique et social aux utilisatrices de GNU/Linux.
Parmi les autres communautés d'utilisatrices des logiciels libres on peut lister :
- Ubuntu-Women, qui cherche à équilibrer et à diversifier la communauté Ubuntu, en engageant activement des discussions avec les femmes et en les encourageant à participer et à s'impliquer davantage au sein de la communauté.
- Debian-Women, qui cherche à équilibrer et à diversifier le projet Debian, en s'engageant activement auprès des femmes intéressées et en les encourageant à s'impliquer davantage au sein du projet[8].
- Gnome-Women, un groupe qui se consacre à encourager les femmes à contribuer à GNOME, un environnement de bureau libre.
- KDE-Women, qui a pour but de construire une communauté de contributrices et d'utilisatrices de KDE.
- Apache-Women a une liste de diffusion pour les discussions au sein de l'Apache Software Foundation.
- Le programme Fedora-Women vise à fournir un forum pour les femmes de la communauté Fedora.
- Arch Linux Women est un groupe d'utilisateurs GNU/Linux qui vise à encourager les femmes à s'impliquer dans la communauté Arch.

### Autres systèmes d'exploitation libres

#### BSD
Il y a existe des groupes d'utilisateurs BSD — en anglais, BSD user group, BUG —, certains sont spécifiques à FreeBSD, d'autres OpenBSD ou encore NetBSD.

#### Haiku
Il ne semble pas y avoir de groupes actifs consacrés à Haiku, mais les anciens groupes d'utilisateurs BeOS — en anglais, Be user group, BeUG — ont existés et peuvent être considérés comme ancêtres ; on peut citer BeBUG, ancien groupe belge. Le BeUS France ayant été fondé en 1999. En 2004, les BeUG toujours actif faisaient part de après le rachat de Be par Palm, que BeOS, et son successeur d'alors, Zeta, continuaient d'exister.

## Logiciels libres spécifiques
Il existe des groupes locaux regroupant des utilisatrices et utilisateurs de logiciels libres spécifiques comme par exemple Blender , TeX / LaTeX (voir l'article Groupe d'utilisateurs de TeX pour plus de détails), ou certains éditeurs de texte comme Emacs[source insuffisante],,,.

## Langages de programmation libres
Il existe aussi des groupes locaux liés à des langages de programmation libres comme les Perl Mongers pour Perl (langage).